# Atresia biliare extraepatica
L'atresia biliare extraepatica è una grave e rara malattia neonatale, che interessa il fegato e le vie biliari. La sua incidenza è di circa 1 bambino su 10.000 nati.

Nei bambini colpiti da questa patologia si ha una ostruzione dei dotti biliari, con conseguente riversamento della bile nel circolo sanguigno, che provoca ittero, urine colorate e presenza di feci acoliche, vale a dire di colore molto chiaro (proprio a causa della mancanza della bile).

Uno dei fattori che determinano la possibilità di successo dell'intervento chirurgico è il livello di ostruzione delle vie biliari. Ad oggi, le tecniche diagnostiche non consentono di avere questa informazione prima dell'intervento.

## Eziologia
Le cause dell'ostruzione non sono a tutt'oggi state definite e molte cause diverse fra loro sono ritenute possibili.

Il trattamento deve essere chirurgico e precoce. Una diagnosi effettuata entro il secondo mese di vita del bambino, aumenta di molto le possibilità di una prognosi positiva.

È fisiologico, nei neonati, la presenza di un ittero neonatale, che però non si protrae di norma oltre i 15 giorni al massimo dalla nascita.

Il perdurare o l'insorgere di un ittero dopo i quindici giorni deve indurre, rapidamente, ad analisi più approfondite. La rarità della patologia fa sì che essa possa essere di fatto sconosciuta a molti pediatri.

## La terapia chirurgica
La mortalità della malattia era in pratica del 100% fino all'introduzione, alla fine degli anni '50, della tecnica chirurgica detta di Kasai, dal nome del chirurgo giapponese che per primo la mise in opera, o anche portoenterostomia. La diagnosi precoce è uno dei principali fattori di successo di questa tecnica chirurgica.

Attualmente, le possibilità di sopravvivenza dei bambini nati con questa patologia sono drasticamente migliori, sia con il solo trattamento chirurgico che, nel caso di insuccesso di questo, con la possibilità di ricorrere ad un trapianto di fegato.